# Gustaf Malm (kyrkomusiker)

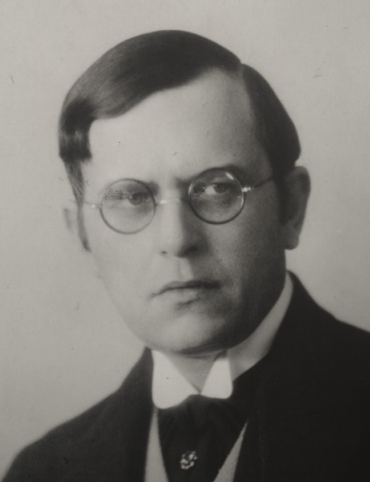
Gustaf Malm (1887–1929)

Erik Gustaf Werner Malm, född 17 augusti 1887 i Dingtuna, död 2 mars 1929 i Stockholm, var en svensk musikdirektör, kantor, organist, tonsättare och sångare.

## Biografi
Malm innehade kantors- och organisttjänst i Laholm 1910–1921 och lärartjänst i Halmstad och Växjö. Han avlade organistexamen 1907, kyrkosångarexamen 1909 och musiklärarexamen 1921.
Han var kantor i S:t Jacobs kyrka 1921–1929 och lärare i elementar-, kyrko- och körsång samt sång för musiklärarexamen vid Kungliga Musikkonservatoriet (Kungliga musikaliska Akademien/ nuvarande KMH) åren 1922–1929. Malm skall även ha framträtt som konsertsångare.
Gustaf Malm var Radiotjänsts blandade körs (nuvarande Radiokörens) allra första dirigent som vid premiärkonserten i radio den 1 maj 1925 framförde verk av Sinding, Norman, Söderman och Gade. Kören bestod då av cirka 15 kvinnor och män, i huvudsak rekryterade från S:t Eriks kyrkokör (knuten till den katolska församlingen i Stockholm). Nästa framträdande skedde i samband med en soaré anordnad av Röda Korset den 14 maj 1925, då Stenhammars "Sverige" framfördes. Det blev dock endast dessa framträdanden med radiokören för Gustaf Malm då ledningen för Radiotjänsts blandade kör på hösten 1925 övertogs av Axel Nylander.

### Familj
Gustaf Malm gifte sig den 16 juli 1918 i Matteus kyrka med Ingeborg Halberstadt. De fick två söner, Svante Halberstadt-Malm (född 9 augusti 1920) och Ulf-Hermann Halberstadt-Malm. Malm avled i Stockholm den 2 mars 1929 på sitt 42 levnadsår efter kort tids sjukdom och är gravsatt på Norra begravningsplatsen i Stockholm.

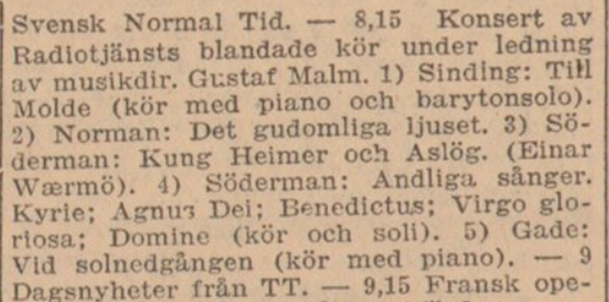
Programtablån 30 maj 1925 inför Radiotjänsts blandade körs första framträdande 1 maj 1925 under ledning av Gustaf Malm.

## Verkförteckning
Gustaf Malm komponerade ett antal kvartettsånger för manskör. Han skrev en kantat för barytonsolo, orgel och blandad kör i samband med kyrkoherdeinstallationen av Eskil Andræ i S:t Jacobs kyrka den 23 september 1923. Utöver detta skrev han även en sonat för piano och violin i d-moll (op. 4), samt ett adagio för piano i fiss-moll.

### Kvartetter
- Villemo (Tredjepris i Sällskapet för svenska kvartettsångens befrämjandes kompositionstävling 1912)
- Sommarblund (Tredjepris i Sällskapet för svenska kvartettsångens befrämjandes kompositionstävling 1912)
- Stjärngossar (Tredjepris i Sällskapet för svenska kvartettsångens befrämjandes kompositionstävling 1914)
- I lönnens skymning (Tredjepris i Sällskapet för svenska kvartettsångens befrämjandes kompositionstävling 1916)

### För soloröst[13]
- Kung Eriks sista visa (Gustaf Fröding)
- En visa till Karin ur fängelset (Gustaf Fröding)
- Maj (Bo Bergman)
- Gullebarns vaggsång (Verner von Heidenstam)